# امیلی کاندون
امیلی کاندون (انگلیسی: Emily Condon؛ زادهٔ ۱ سپتامبر ۱۹۹۸) بازیکن فوتبال اهل استرالیا است.
وی همچنین در تیم‌های ملی فوتبال Australia women's national under-20 soccer team و زنان استرالیا بازی کرده‌است.